# Goat Fell
Der Goat Fell (auch Goatfell laut der staatlichen Vermessungsgesellschaft Ordnance Survey) ist mit 874 m der höchste Berg auf der schottischen Isle of Arran.  Zusammen mit dem nahe gelegenen  Brodick Castle gehört er dem  National Trust for Scotland. 2024 betrug die Besucherzahl etwa 26.000 Personen. Der Berg besteht aus Granit und wurde durch die letzte Eiszeit geformt.
Sein Name bedeutet entweder Berg des Windes (Schottisch-gälisch: Gaoithe Bheinn), abgeleitet vom gälischen Wort gaoth (Wind), oder Ziegenberg (Schott.-gäl.: Gaoda Bheinn), abgeleitet vom altnordischen Wort Geita–Fjall. In den schottischen und britischen Bergkategorisierungen ist er entsprechend seiner absoluten und seiner Schartenhöhe als Marilyn und Corbett eingestuft.
Der Goat Fell liegt etwa drei Kilometer nördlich des Fährhafens Brodick in der Nähe von Brodick Castle. Er kann über mehrere Aufstiegsrouten begangen werden. Die meistgenutzte Route (rund fünf Kilometer) beginnt am Parkplatz Cladach Car Park (Arran Beer Brauerei). Zunächst windet sich der Weg durch die Wälder des Burgparkes, vorbei an vielen Rhododendron-Büschen. Ab etwa 300 m erreicht er offene Moorlandschaft. Der Gipfel wird über den östlichen Rücken des Berges erreicht. Plötzliche Wetteränderungen in der Nähe des Gipfels können die Sicht schnell auf wenige Meter reduzieren. Auf dem Gipfel sind auf einer Tafel die Aussichtsziele dargestellt. Bei guter Sicht kann man im Südwesten Irland und im Norden Ben Lomond sehen, auch wenn dies ziemlich selten ist.
Eine alternative, rund 30 Kilometer lange Route führt von Sannox über Allt a' Chapuill auf den Bergrücken von Cioch na h-Oighe (Young Maidens Breast, 661 m). Weiter geht der Pfad über den Berg Mullach Buidhe (Yellow Summit, 819 m), über den Pass unterhalb North Goat Fell (818 m) und entlang  des Bergkammes Stacach Ridge hinauf auf den Gipfel des Goat Fell. Der Abstieg erfolgt in südlicher Richtung über Cnocan Burn (Burn of the Knoll) nach Brodick Castle.
Der Goat Fell ist eines der beliebtesten Touristenziele auf Arran. Durch die intensive Benutzung der Wege wurde die oft nur dünne Vegetationsschicht stark abgetragen. Seit 1970 werden die Pfade durch aufwändige Reparaturarbeiten instand gehalten.
Anfang des 19. Jahrhunderts wurden auf dem Goat Fell Drainagen angelegt, um die feuchtesten Bereiche des Berges zu entwässern. Inzwischen sind einige Dämme errichtet worden, um das Wasser wieder zurückzuhalten. Damit soll der natürliche Lebensraum für die hier typische Vegetation, z. B. Torfmoose, erhalten werden. Höher zum Gipfel hin finden sich unter anderem Frauenmantel, Gemeines Kreuzblümchen, Zwergwacholder und Kraut-Weide. Der Goat Fell ist außerdem der südlichste Lebensraum des Alpenschneehuhns im Vereinigten Königreich.